# Acanthinus bechyneorum
Acanthinus bechyneorum es una especie de coleóptero de la familia Anthicidae.

## Distribución geográfica
Habita en Brasil.